# Raphitoma villaria
Raphitoma villaria is een slakkensoort uit de familie van de Raphitomidae. De wetenschappelijke naam van de soort is voor het eerst geldig gepubliceerd in 2008 door Pusateri & Giannuzzi-Savelli.